# River Volley
Il River Volley è stata una società pallavolistica femminile italiana con sede a Piacenza.

## Storia

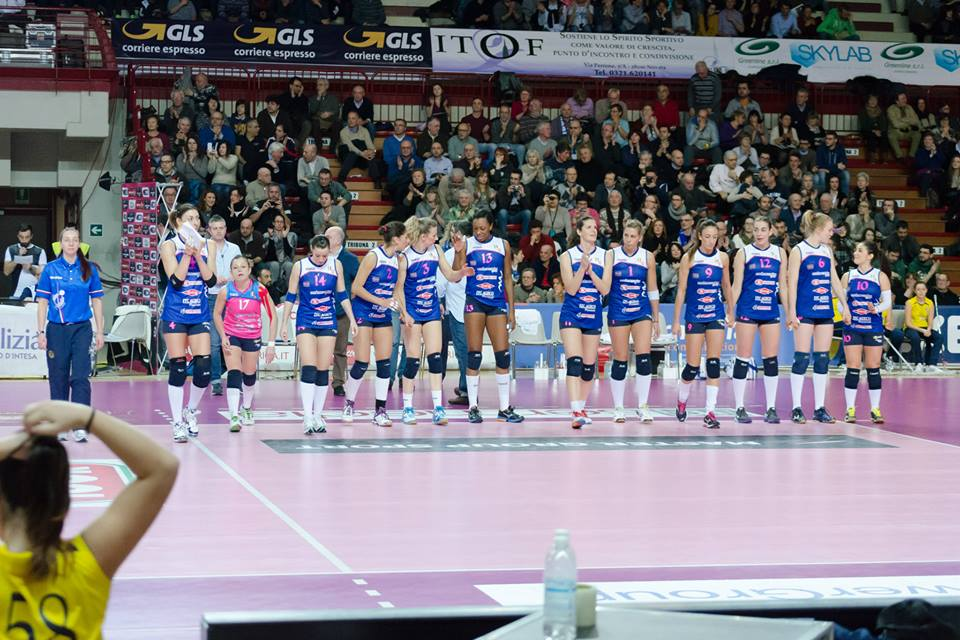
Il River Volley al termine di una partita della stagione 2014-15

Il River Volley viene fondato nel 1983, con sede a Rivergaro: nei primi anni di vita, la società esercita un'attività a livello giovanile; dal 1988 invece partecipa a campionati locali di Seconda e Prima Divisione oltre a quelli di Serie C2 e Serie C1. Nella stagione 1998-99 prende parte al campionato di Serie B2, venendo promossa a fine annata in Serie B1: retrocede però nuovamente in Serie B2, anche se grazie al primo posto al termine della stagione 2000-01 ottiene la promozione in Serie B1.
Dopo il secondo posto al termine della regular season nella stagione 2002-03, vince i play-off promozione, ottenendo il diritto di partecipazione alla Serie A2, dove esordisce per il campionato 2003-04: dopo due annate concluse sempre ai vertici della classifica e terminate con l'uscita alle semifinali dei play-off promozione, nella stagione 2005-06, periodo in cui la società sposta anche la sede a Piacenza, riesce a vincere il campionato, risultato che vale la promozione in Serie A1; a questo si aggiunge anche la vittoria nella Coppa Italia di categoria.
L'esordio nella massima divisione italiana è nella stagione 2006-07, anche se le prestazioni del River Volley risultano essere deficitarie e la squadra retrocede nuovamente in Serie A2: nella serie cadetta rimane fino alla stagione 2008-09, quando conquista nuovamente il primo posto in classifica che vale la promozione in Serie A1.
Sia nell'annata 2009-10 che in quella 2010-11 il club piacentino si classifica all'undicesimo posto, retrocedendo in Serie A2, anche se in entrambi i casi viene ripescato; nella stagione 2011-12, oltre a raggiungere la finale in Coppa Italia, arriva al quarto posto in regular season e viene eliminato in semifinale play-off scudetto: questi risultati consentono alla società di qualificarsi per una competizione europea, ossia alla Coppa CEV 2012-13, dove però viene eliminata ai sedicesimi di finale, accedendo alla Challenge Cup, arrivando fino alla finale. Nell'annata 2012-13 inoltre vince per la prima volta la Coppa Italia e lo scudetto, mentre in quella successiva arriva la vittoria della Supercoppa italiana ed il bis sia nella coppa nazionale, che in campionato, oltre che il nuovo successo nella Supercoppa italiana nella stagione 2014-15.
Nell'estate 2016, pur mantenendo la sede sociale a Piacenza, sposta il proprio campo di gioco a Modena: dalla società LJ Volley, che ha cessato l'attività al termine della stagione 2015-16, eredita il main sponsor Liu Jo e alcune giocatrici. Al termine della stagione 2017-18 la società cede il proprio titolo sportivo al Cuneo Granda e annuncia il termine delle attività.

## Palmarès
- Campionato italiano: 2

2012-13, 2013-14
- Coppa Italia: 2

2012-13, 2013-14
- Supercoppa italiana: 2

2013, 2014
- Coppa Italia di Serie A2: 1

2005-06